# Janet Jesudason
Janet Elizabeth Jesudason (ur. 15 grudnia 1936 w Taiping) – singapurska lekkoatletka, olimpijka.
Reprezentowała Singapur w biegu na 100 metrów na Letnich Igrzyskach Olimpijskich 1956, które odbyły się w Melbourne, gdzie odpadła w fazie eliminacji.